# 人體改造

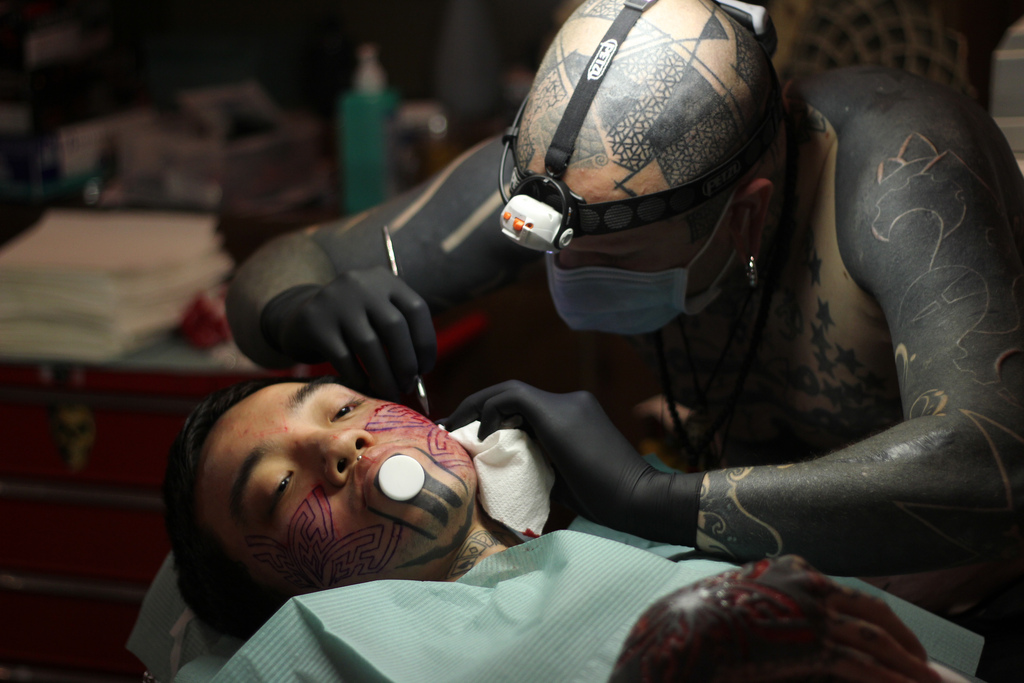
在皮膚上刻痕進行疤痕刺青

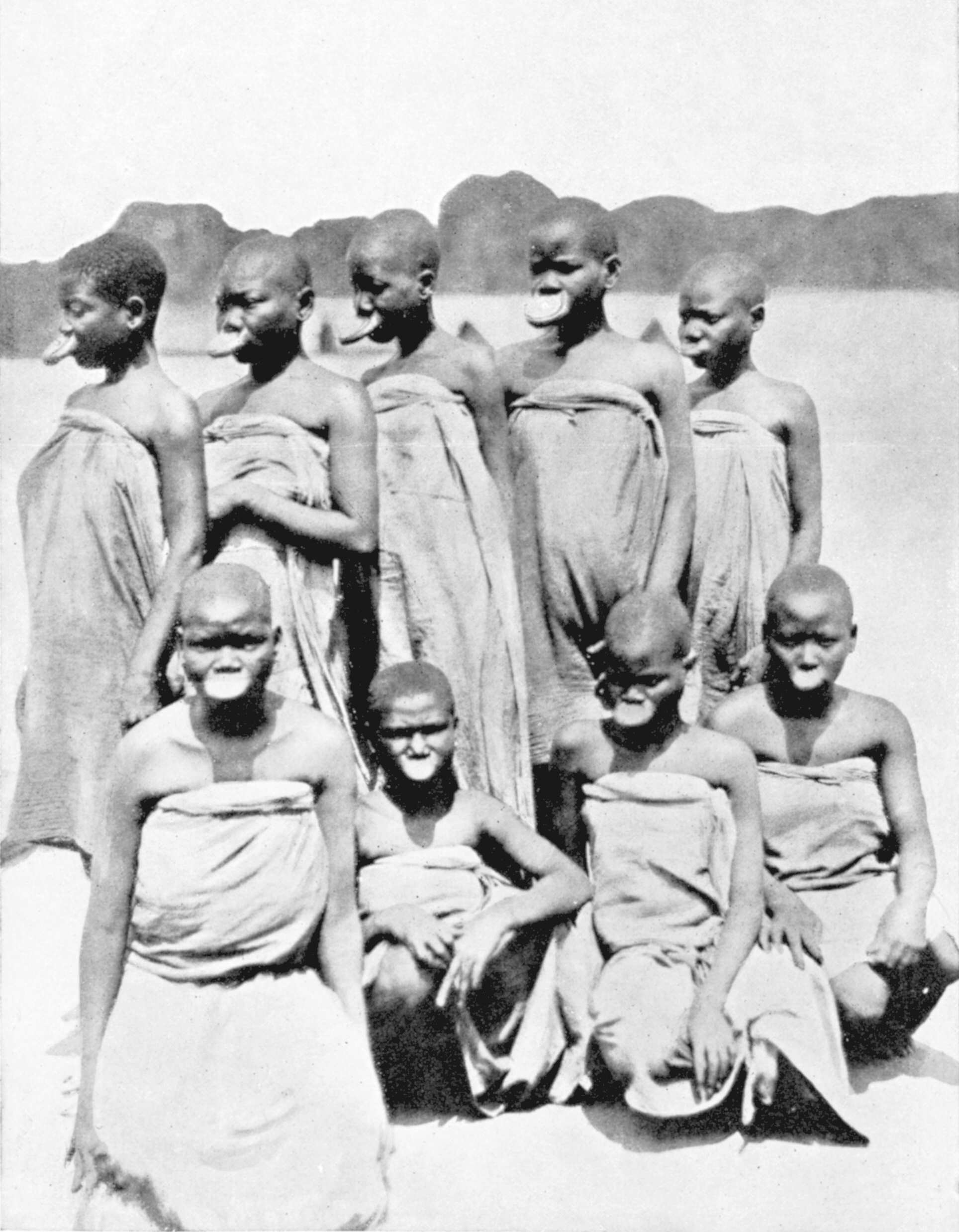
嘴唇吊著大圓盤的非洲摩爾西族

人體改造，也稱為身體改造，是指故意改變人類的身體外貌或形狀，指通過手術、注射、刺青、穿洞、植入物、切除或改變身體組織等方式，對身體進行永久性的變形。人體改造歷史悠久，可以追溯到石器時代，改造的目的是醫療、儀式、魔法、宗教（薩滿教）、身份地位、性別、年齡、職業、時尚、風俗、懲罰以及純粹基於審美的裝飾。而傳統的人體改造被主流文化視為「殘忍和野蠻的行為」，受到了人們的歧視和摒棄，在很多地區中存在許多例子，如纏足、束腰、睡平頭、女陰殘割等等。
在一些文化和社群中，人體改造被視為一種重要的身份象徵和社交活動，也是一種次文化。人們進行人體改造的原因各不相同，有些人是為了表達個性和身份認同，有些人是為了改善自信和自尊心，有些人是符合社會或文化的期望，還有些人是為了藝術表現或娛樂目的等。然而，人體改造引起了一些倫理和社會問題的關注，也可能涉及風險和副作用，例如植入物的安全性、注射的風險、性別重置手術的道德問題等。在極端情況下，人體改造甚至可能損害身體的功能，引起了人們的非議和批評，因此進行人體改造需要謹慎對待，並且應該由合格的醫療專業人員進行指導和執行。